# Bordatrice
La bordatrice è una macchina usata nel settore del legno per applicare un bordo plastico o in legno a dei pannelli.
Esistono bordatrici di vario tipo, in particolare distinguiamo:
- Bordatrici per dritto: sono specializzate nella bordatura del pannello squadrato.
- Bordatrici per profili curvi: hanno una conformazione particolare che permette di bordare superfici curve.

Le bordatrici per profili curvi sono di solito dei banchi con una testina di bordatura fissa al centro. Il pezzo già sagomato viene accostato (manualmente o tramite particolari bracci meccanici) alla testina e fatto muovere seguendo la curva da bordare. Di recente si sono prodotti dei gruppi a bordare che vengono montati su macchine a controllo numerico (punto-punto o pantografi) e che mossi da un computer sono in grado di sagomare un pannello con una fresa per poi andarlo a bordare lungo lo stesso perimetro.
Le bordatrici per dritto invece non hanno il problema del seguire le curvature del pannello dovendo bordare solo lati dritti. Pur esistendo bordatrici speciali con gruppi mobili che intervengono sul pezzo fermo, la stragrande maggioranza delle bordatrici è composta da una spalla con un cingolo che trascina avanti il pezzo da lavorare attraverso delle postazioni successive che intervengono con una specifica lavorazione.
Queste macchine sono solitamente divise in bordatrici monospalla e a doppia spalla. Le bordatrici monospalla sono in grado di bordare un solo lato alla volta. Le bordatrici a doppia spalla invece sono costituite da una spalla fissa ed una spalla mobile che viene spostata in base alla larghezza del pannello riuscendo così a bordare due lati paralleli del pannello contemporaneamente.
Molto spesso prima che il pannello entri nella bordatrice ci sono dei gruppi motore che rimuovono pochi millimetri di pannello con un taglio di precisione. Questa macchina viene detta squadratrice e spesso viene integrata nella stessa bordatrice con un unico cingolo che fa avanzare il pannello: in questo caso la macchina prende il nome di squadraborda.
Il bordo può essere di innumerevoli tipi e degli spessori più disparati: i bordi più usati sono in ABS e PVC, laminato, carta fenolica, legno, masselli di MDF, finanche in alluminio.
Per l'incollaggio di solito si usano collanti termofusibili (hotmelt) spalmati a caldo, in quanto danno presa immediata (di solito a base EVA o PUR). Una volta appiccicato il bordo sul pannello, intervengono altri gruppi di motori che attraverso l'uso di frese e raschietti rifilano le sporgenze di bordo finendo il pannello.